# Kelu
Koordinaten: 58° 44′ N, 23° 54′ O
Kelu (deutsch Kello) ist ein Dorf (estnisch küla) in der Landgemeinde Lääneranna im Kreis Pärnu (bis 2017: Landgemeinde Lihula im Kreis Lääne).

## Beschreibung
Der Ort hat neun Einwohner (Stand 31. Dezember 2011). Er liegt 29 Kilometer südöstlich von Haapsalu.
Nördlich des Dorfkerns verzweigt sich der Fluss Kasari: Ein Arm mündet als Kanal in die Bucht von Matsalu (Matsalu laht), ein Nebenarm fließt als Fluss Rõude (Rõude jõgi) in nordwestlicher Richtung weiter, bevor er ebenfalls in die Bucht mündet.